# Bellis bernardii
Espèce
Bellis bernardii, la Pâquerette de Bernard, est une espèce de plantes à fleurs qui fait partie de la famille des Asteraceae (famille de la marguerite). C'est une espèce endémique que l'on trouve en Corse.
Son statut de conservation ne présente pas d'inquiétude selon l'IUCN,.
Cette espèce a fait l'objet d'une étude sur sa composition qui en isola neuf saponines.
Elle a été référencée en 1852 par Pierre Edmond Boissier et Georges François Reuter.

## Description botanique
Petite plante hémicryptophyte de 1 à 5 cm de hauteur.
La tige est simple, nue.
Le rhizome est raccourci et fibreux.
Les feuilles sont minuscules, à pétiole court, obovales, pubescentes et obtuses.
Inflorescences-paniers mesurant entre 1 et 1,2 cm, solitaires, apicaux, à fleurs blanches ou roses; feuilles enveloppantes noires.
Le fruit est un petit akène.
Fleurit en juillet et août.
Les conditions de germination, de croissance et de floraison sont actuellement inconnues.

## Répartition géographique
Bellis bernardii est connu sur 11 sites en Corse. Principalement dans la région montagneuse au centre de la Corse, au sud de Corte à une altitude d'environ 1650 - 2 400 m. Elle pousse dans la « pozzine », la tourbe et l'herbe autour des lacs et sur le granite (granodiorite et monzogranite) et les sédiments glaciaires granitiques,. La population du lac de Melo a été observée pour la dernière fois en 2007.